# Gola (województwo opolskie)
Gola – wieś w Polsce położona w województwie opolskim, w powiecie namysłowskim, w gminie Świerczów.
W latach 1975–1998 miejscowość należała administracyjnie do województwa opolskiego.
| SIMC    | Nazwa  | Rodzaj     |
| ------- | ------ | ---------- |
| 0503729 | Skórze | przysiółek |

## Nazwa
W księdze łacińskiej Liber fundationis episcopatus Vratislaviensis (pol. Księga uposażeń biskupstwa wrocławskiego) spisanej za czasów biskupa Henryka z Wierzbna w latach 1295–1305 miejscowość wymieniona jest w obecnej formie Gola.

## Zabytki

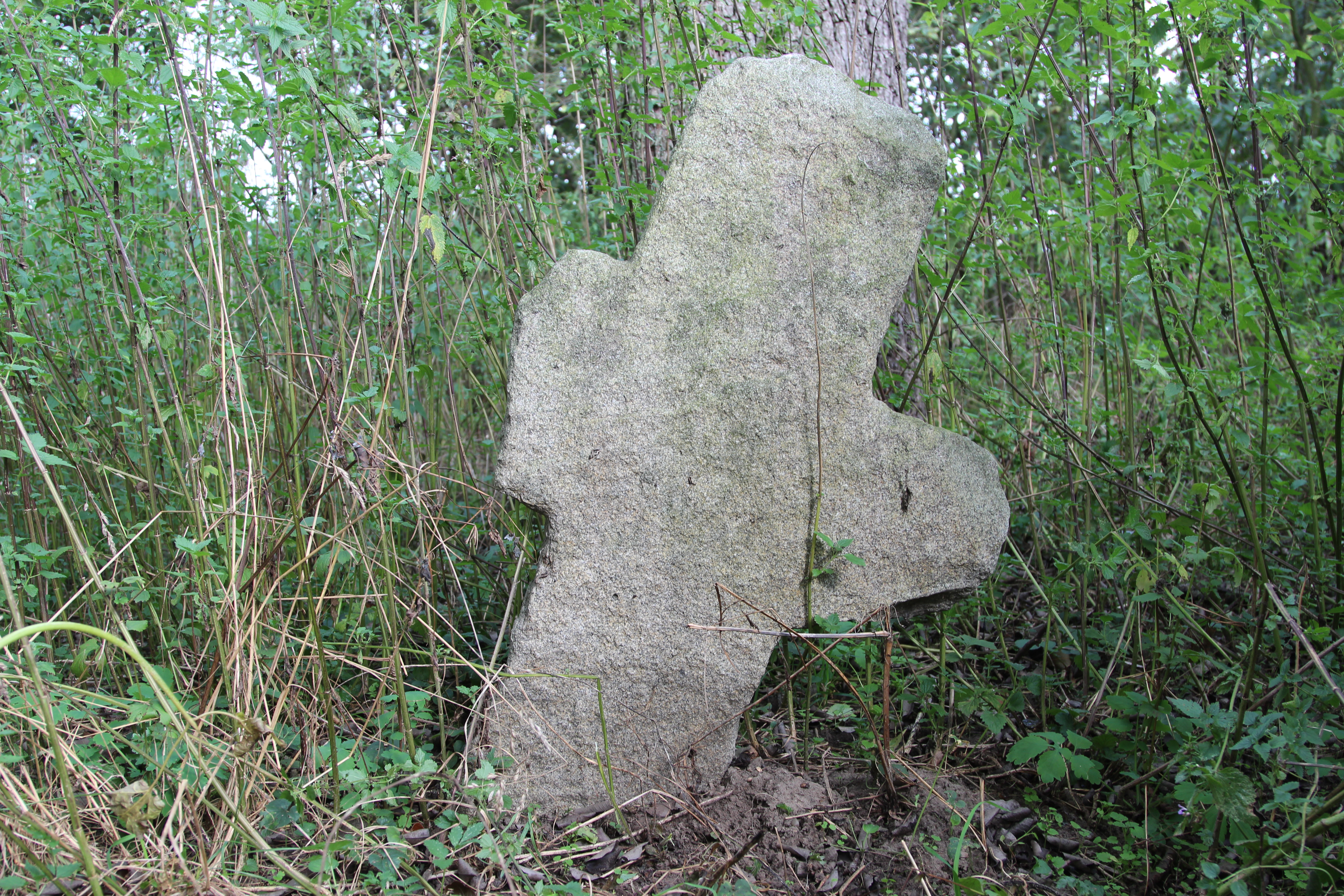
Krzyż kamienny

Do wojewódzkiego rejestru zabytków wpisany jest:
- dzwonnica kościelna, drewniana, z XVII w., 1871 r. (przeniesiona do Muzeum Wsi Opolskiej)